# Karl Dehio
Karl Gottfried Konstantin Dehio (ur. 27 maja 1851 w Rewlu, zm. 26 lutego 1927 w Dorpacie) – niemiecki lekarz patolog, profesor patologii i rektor Uniwersytetu w Dorpacie.

## Życiorys
W 1877 roku ukończył studia na Uniwersytecie w Dorpacie, swoje studia kontynuował w Wiedniu, Od 1879 do 1883 praktykował w szpitalu dziecięcym księcia Oldenburga w Sankt Petersburgu. W 1884 roku powrócił do Dorpatu, gdzie wykładał patologię. W 1886 roku został profesorem patologii, w 1918 roku rektorem Uniwersytetu w Dorpacie.
Od 1890 do 1914 roku Dehio był redaktorem „St. Petersburger Medizinische Wochenschrift”, przez pewien czas był wiceprzewodniczącym towarzystwa walki z trądem w Liwonii. 

## Wybrane prace
- Beiträge zur pathologischen Anatomie der Lepra (1877)
- Experimentelle Studien über das bronchiale Athmungsgeräusch und die auscultatorischen Cavernensymptome (1885)
- In der Dorpater Poliklinik gebräuchliche Recepte und Verordnungen (1888)
- Die Infectionskrankheiten und ihre Heilung (1892)
- Die Lepra einst und jetzt. (1895)
- Pocken, Rückfallsfieber, Flecktyphus und Malaria. (Handbuch der praktischen Medizin von Ebstein u. Schwalbe. 1899)
- Vitalismus und Mechanismus (1926)